# Andrius Skerla
Andrius Skerla (født 29. april 1977 i Vilnius, Sovjetunionen) er en litauisk tidligere fodboldspiller (forsvarer).
Skerla spillede i perioden 1996-2011 hele 84 kampe for Litauens landshold, hvori han scorede ét mål. Det giver ham landets landskampsrekord. På klubplan repræsenterede han blandt andet Žalgiris og Vėtra i hjemlandet, samt hollandske PSV Eindhoven samt Jagiellonia Białystok i Polen.